# Franciabigio

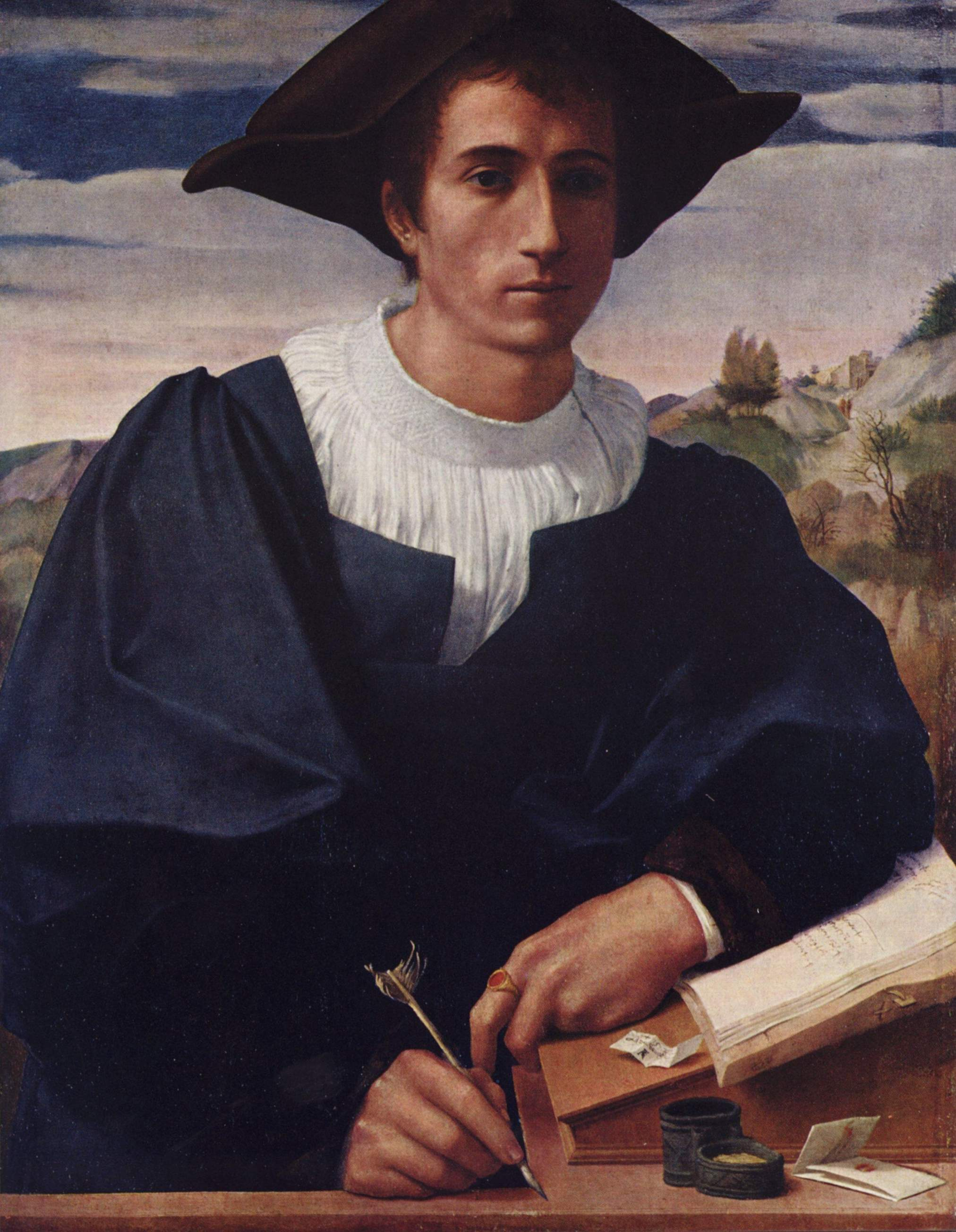
Retrat d'un home jove a l'escrivania

Franciabigio (Florència, 1482 – 24 de gener de 1525) fou un pintor italià del Renaixement florentí. El seu nom vertader va poder ser Francesco di Cristofano, no obstant també se'l coneix com a Marcantonio Franciabigio o Francia Bigio.
Va nàixer a Florència, i inicialment va treballar amb Albertinelli fins al voltant de 1506. L'any 1505 va entaular amistat amb Andrea del Sarto; i l'any següent ambdós pintors van establir un taller en comú a la Piazza del Grano. Va ser particularment hàbil en la tècnica del fresc, de manera que Vasari afirma que va ultrapassar tots els seus contemporanis en aquesta disciplina. És especialment en els seus retrats i frescos de tema profà on la seua pintura ateny una punyent força naturalista.
L'any 1513, al claustre de l'Annunziata va pintar al fresc el Casament de la Mare de Déu, com a part d'una sèrie principalment dirigida per Andrea del Sarto, i eclipsada per la darrera obra mestra del Naixement de la Mare de Déu. Altres artistes que van treballar al claustre sota la direcció d'Andrea del Sarto van ser Rosso Fiorentino, Pontormo, Francesco Indaco, i Baccio Bandinelli.
L'any 1514 va fer un mantegnesc fresc de l'Últim Sopar per al convent de la Calza de Florència. Entre 1518 i 1519, al Convento della Salzo, en altra sèrie de frescos en companyia d'Andrea, va fer la Partida de sant Joan Baptista al desert i l'Encontre entre Jesús i Joan Baptista.
Entre 1520 i 1521, a la vil·la Mèdici de Poggio a Caiano va fer un pretensiós fresc del Triomf de Ciceró als murs del saló, que avui ha quedat eclipsat per la naturalista lluneta de Vertumne i Pomona. Les nombroses figures palesen una actitud més absent que festiva, els detalls antics són una barreja de cites i l'arquitectura és un artificial pastitxe del Quattrocento. També va pintar un retaule de Sant Job (1516, Uffizi).
Algunes obres que han estat atribuïdes a Rafael sembla que raonablement podrien pertànyer a Franciabigio. És el cas de la Madonna del Pozzo, amb la maldresta musculatura de sant Joan Baptista; i d'alguns dels seus retrats, incloent-hi el d'un Home jove. Aquestes dues obres mostren una gran analogia estilística amb altres de la Galeria Pitti atribuïdes a Franciabigio: un Jove a la finestra i d'altres que porten el reconegut monograma del pintor.
Les sèries de retrats, vistes en conjunt, estableixen sense dubtes l'eminent i isiosincràtic geni del mestre. Altres dues obres seues, de certa fama, són la Calúmnia d'Àpel·les, al Palau Pitti, i el Bany de Betsabé (pintada l'any 1523), avui dia a la Galeria de Dresden.

## Anàlisi crítica i llegat
Quan se'l compara amb el seu més jove col·lega, del Sarto, Franciabigio apareix com més escultòric i menys atrevit. La monumentalitat (o rigidesa) del Quattrocento en la gestualitat de les figures s'hi fa palesa. Franciabigio posa l'accent en la linealitat i l'equilibri dels frescos, recordant Masaccio, mentre que la complexitat de les pintures del Sarto reflecteix la comprensió de les toves i disperses textures avellutades pròpies de l'escola veneciana, desenvolupant un moviment que donaria lloc al Manierisme en les dècades posteriors.